# Elektron
Elektrón je obstojen osnovni delec z maso 9,10 ×10−31 kg (0,511 MeV/c2) in negativnim električnim nabojem 1,6 ×10−19 As.
Elektroni so sestavni deli atomov. Ti so sestavljeni iz atomskega jedra, sestavljenega iz protonov in nevtronov, ter oblaka elektronov okrog jedra. Elektroni so približno 1800-krat lažji od protonov in nevtronov.
Elektron se navadno označuje z oznako e-. Antidelec elektrona je pozitron, ki je elektronu enak v vsem, z izjemo pozitivnega električnega naboja.
Po vsem, kar se ve o njem, se elektron uvršča med osnovne delce iz družine leptonov. Elektron ima spin 1/2, kar pomeni, da je fermion, oziroma da zanj velja Fermi-Diracova statistika.

## Zgodovina
Stari Grki so opazili, da je jantar privlačeval majhne delce, na primer lase, če so ga drgnili ob kožuhovino. Ob dovolj vztrajnem drgnjenju so lahko dosegli celo, da je preskočila iskra. Poleg strele je bil ta pojav eden najzgodnejših zapažanj o elektriki.
V svoji razpravi O magnetu (De Magnete) iz leta 1600 je Gilbert skoval novolatinski izraz electricus, ki se je nanašal na to značilnost privlačevanja majhnih teles ob drgnjenju. Elektrika izhaja iz latinskega ēlectrum (tudi koren besede za zlitino z enakim imenom), ki naprej izhaja iz starogrške besede ἤλεκτρον: ēlektron za jantar.
Leta 1737 sta du Fay in Hawksbee neodvisno odkrila dve vrsti torne elektrike. Eno naj bi povzročalo drgnjenje stekla, drugo pa drgnjenje smole. Iz tega je du Fay zaključil, da elektriko sestavljata dve vrsti električnih tekočin: »steklena« in »smolnata«. Ločuje ju trenje, če pa se ju združuje, se med seboj izničujeta. Gray je v tem času menil, da so električne značilnosti teles odvisne od barve, kar je du Fay izpodbijal. Desetletje kasneje je Franklin predlagal, da elektrika ne izhaja iz različnih vrst električne tekočine, ampak iz ene električne tekočine pod različnimi tlaki. Dal jim je sodoben pomen naboja, pozitivnega in negativnega. Brez posebnih argumentov je označil naboj, ki nastane na stekleni palici, ko jo drgnemo s svilo, za pozitivni, naboj na jantarni palici, drgnjeni s krznom, pa za negativni. Tak dogovor v elektrotehniki še vedno velja.
Med letoma 1838 in 1851 je Laming razvil zamisel, da je atom sestavljen iz jedra snovi, ki ga obkrožajo podatomski delci z enotskimi električnimi naboji. V začetku leta 1846 je Weber razmišljal, da elektriko sestavljata pozitivno in negativno nabiti tekočini, med njima pa deluja sila za katero velja obratni kvadratni zakon. Po raziskovanju elektrolize leta 1874 je Stoney predlagal, da obstaja »ena določena količina elektrike«, naboj enovalentnega iona. Znal je tudi oceniti vrednost tega osnovnega naboja e0 s pomočjo Faradayevih zakonov za elektrolizo. Pri tem je verjel, da so ti naboji stalno vezani na atome in jih ni moč odstraniti. Leta 1881 je von Helmholtz razpravljal o tem, da sta tako pozitivni in negativni naboj razdeljena v osnovna dela, in se vsak od njiju »obnaša kot atom elektrike.«
Stoney je leta 1894 skoval izraz elektron, ki naj bi predstavljal te osnovne naboje. Beseda elektron je kombinacija angleških besed electric (električen) in (i)on. Pripona -on, s katero se sedaj označujejo podatomski delci, kot sta na primer proton ali nevtron, je izpeljana iz elektron.
Elektron je ob preučevanju t. i. »katodnih žarkov« odkril leta 1897 Joseph John Thomson iz Cavendishevih laboratorijev na Univerzi v Cambridgeu. Točneje je s poskusom z oljnimi kapljicami določil naboj elektrona leta 1911 Robert Andrews Millikan z Univerze Columbia.